# Bungo Stray Dogs: Dead Apple
Bungo Stray Dogs: Dead Apple (文豪ストレイドッグス デッドアップル, Bungō Sutorei Doggusu Deddo Appuru) é um filme de animação japonesa de 2018 produzido pelo estúdio Bones, baseado no mangá Bungo Stray Dogs escrito por Kafka Asagiri e ilustrado por Sango Harukawa. Foi dirigido por Takuya Igarashi e escrito por Asagiri e Yōji Enokido, com trilha sonora por Taku Iwasaki. A canção de abertura é "Deadly Drive" da banda Granrodeo e a de encerramento é de Luck Life. O elenco de dubladores é o mesmo da série de animação e o filme possui a duração de 90 minutos.